# 東京の窓から
東京の窓から（とうきょうのまどから）は、東京都のローカル局であるTOKYO MXとTOKYO FMで1999年10月から2013年12月21日まで放送されていた放送番組（テレビ番組・ラジオ番組）である。

## 放送時間
TOKYO MXバージョン
- 2003年4月 - 2013年12月：第3土曜 21:00 - 21:55
- 1999年10月（放送開始） - 2003年3月：第4土曜 21:00 - 21:55

TOKYO FMバージョン
- 2010年10月 - 2012年12月：第2月曜 5:00 - 5:55
- 他の週は「SYMPHONIA」を放送（2013年から第2月曜もSYMPHONIAを放送）。
2009年9月までは週末のTFM内で、2009年10月からの半年はA・O・Rを途中で飛び降りて20:00から、2010年4月 - 9月は第二金曜に音楽自由区。を飛び降りて5:00から放送していた。

## 放送内容
石原慎太郎（番組開始の1999年10月から2012年10月当時までの東京都知事）がホストを、TOKYO FMアナウンサーの飛田厚史がパートナーを務め、ゲストを迎えてトークを繰り広げる番組。2局で同じ内容が放送されるが、先にTOKYO MXで放送され、後にラジオ向けにオープニング・エンディングが追加されてTOKYO FMで放送されていた。尚、どちらも都知事選が有る時は中止され、TOKYO MXは単発番組が、TOKYO FMは通常編成の番組が放送されていた。
石原は2012年秋に都知事の辞任を発表し、その後しばらく放送されなかったが、2013年から再開している。

## 放送リスト
| 回  | 放送日         | ゲスト                                                   | タイトル                                                           |
| --- | -------------- | -------------------------------------------------------- | ------------------------------------------------------------------ |
| ##1 | 1999年10月     | 米長邦雄                                                 | どうする？ 誰がやる？ 人間教育                                     |
| ##2 | 1999年11月     | グレゴリー・クラーク                                     | どうする？ 日本、そして東京                                        |
|     | 2000年1月      | 徳間康快                                                 | 都政を助ける民間活力                                               |
|     | 2000年2月      | 唐津一                                                   | ニッポンの中小企業のすごい実力                                     |
|     | 2000年3月      | ビル・トッテン                                           | アメリカの偽善、日本政府の欺瞞                                     |
|     | 2000年4月      | 金美齢                                                   | 台湾の選択に日本が学ぶこと                                         |
|     | 2000年5月      | はかま満緒                                               | 戦後日本の太陽と、私たち                                           |
|     | 2000年6月      | 佐々淳行                                                 | 危機管理、日本再生のシナリオ                                       |
|     | 2000年7月      | 志方俊之                                                 | 首都東京のかけがえのない生活を守るために                           |
|     | 2000年8月      | 竹村健一                                                 | 「アジア」と手を携える日                                           |
|     | 2000年9月      | ペマ・ギャルポ                                           | 亡命外国人が見た日本国家の行方                                     |
|     | 2000年10月     | 孫正義                                                   | 首都東京から IT革命                                                |
|     | 2000年12月     | 中曽根康弘                                               | 二十一世紀のかたち                                                 |
|     | 2001年1月      | 瀬戸内寂聴                                               | 無常を生きる心の糧                                                 |
|     | 2001年1月      | 森繁久彌                                                 | 映画全盛期時代に生きて                                             |
|     | 2001年2月      | 岡本行夫                                                 | 日本の外交よ、タフになれ                                           |
|     | 2001年3月      | 樋口廣太郎                                               | 民間のノウハウを活かして                                           |
|     | 2001年4月      | ジェラルド・カーティス                                   | 永田町だけが変わらないニッポンの不思議                             |
|     | 2001年5月      | 堺屋太一                                                 | 新生日本のために現状破壊を                                         |
|     | 2001年8月      | 松井孝典                                                 | 二一世紀は人間圏の大転換期                                         |
|     | 2001年9月      | 中村征夫                                                 | 海が天才である理由                                                 |
|     | 2001年9月      | 呉善花                                                   | ワサビと唐辛子の違いの向こうに                                     |
|     | 2001年10月     | 藤本義一                                                 | なにわの知恵に学ぶ                                                 |
|     | 2001年11月     | 斎藤環                                                   | 増加する引きこもり問題をどうする？                                 |
|     | 2001年12月     | C・W・ニコル                                             | 今こそ、環境を考える時                                             |
|     | 2002年1月      | 見城徹                                                   | 震える魂のありかを求めて                                           |
|     | 2002年2月      | 渡部昇一                                                 | 大いなる智慧のある場所                                             |
|     | 2002年4月      | 内館牧子                                                 | 格闘技と頑固オヤジの教育論                                         |
|     | 2002年5月      | 松田昌士                                                 | 駅は東京都と日本を変える“キーステーション”                         |
| #33 | 2002年6月      | 北方謙三                                                 | 男として クルマと海と小説と                                        |
|     | 2002年7月      | 川渕三郎                                                 | 未来へのキックオフ                                                 |
|     | 2002年8月      | 日野原重明                                               | 老いと成熟                                                         |
|     | 2002年10月     | 日高義樹                                                 | 大人の「日米関係」北朝鮮、中国、そしてイラクは？                   |
|     | 2002年11月     | 小沢昭一                                                 | 小沢昭一的こころ                                                   |
|     | 2002年12月     | 木村剛                                                   | 金融のニッポン・スタンダードをつくれ                               |
| #41 | 2003年2月22日  | なかにし礼                                               | 小説「昭和歌謡大全集」                                             |
|     | 2003年5月17日  | 石井和子                                                 | 平安の気象予報士・紫式部は日本人のこころ模様を予報する             |
| #44 | 2003年6月21日  | 阿久悠                                                   | 言葉が、時代を超えるとき                                           |
| #45 | 2003年7月19日  | 蓮池透                                                   | 無法国家と無能国家 「二つの国との戦い」は終わらない                |
| #46 | 2003年8月16日  | 岡崎久彦                                                 | 正確無比な「羅針盤」は、いまなお国家の進路を指し示す               |
|     | 2003年10月16日 | はかま満緒                                               | 遊びは罪？                                                         |
|     | 2003年11月22日 | 葛西敬之                                                 | 未来の日本へ、レールを敷く                                         |
|     | 2003年12月27日 | 小田啓二                                                 | 街角で今、守るべきことと護るべきもの                               |
|     | 2004年1月31日  | 星野仙一                                                 | 燃える男の「日本プロ野球改造計画」                                 |
|     | 2004年2月28日  | 中曽根康弘                                               | 蝉しぐれは止まず、いまなお燃えて・・・・・                         |
|     | 2004年12月25日 | 安藤忠雄                                                 |                                                                    |
|     | 2005年6月25日  | 中嶋嶺雄                                                 | 中国の真実                                                         |
|     | 2005年12月？   | 三木谷浩史                                               |                                                                    |
|     | 2006年3月      | アフターブ・セット                                       |                                                                    |
|     | 2006年5月      | 養老孟司                                                 |                                                                    |
|     | 2006年7月      | アレックス・カー                                         |                                                                    |
|     | 2006年8月      | 岸恵子                                                   |                                                                    |
|     | 2006年9月23日  | 鳥海巖                                                   | 21世紀・東京の経営・日本の経営                                     |
|     | 2006年10月     | 高橋宏                                                   |                                                                    |
|     | 2006年12月     | 宮台真司                                                 |                                                                    |
|     | 2007年1月      | 岡村勲                                                   |                                                                    |
|     | 2007年8月4日   | 阿久悠                                                   | 阿久悠さん 追悼特別番組                                            |
|     | 2007年8月18日  | 猪瀬直樹                                                 |                                                                    |
| 100 | 2008年5月31日  | 山中伸弥                                                 |                                                                    |
| 101 | 2008年6月21日  | グレアム・ホルブルック・フライ                           | 日本国に就いて                                                     |
| 102 | 2008年8月16日  | 荒木和博                                                 | いまこのときも これからも 拉致問題は終わらない                     |
| 103 | 2008年9月13日  | 蜷川幸雄                                                 | この世界を演出する 劇場で闘え                                      |
| 104 | 2008年10月18日 | 山中伸弥、蜷川幸雄                                       | 2008年 秋の総集編                                                  |
| 105 | 2008年11月15日 | 山本寛斎                                                 | 山本寛斎が語るぞ・・・誰も見たことのないニッポン                   |
| 106 | 2008年12月20日 | 林成之                                                   | 脳を使える日本                                                     |
| 107 | 2009年1月17日  | 田母神俊雄                                               | 国思う、ゆえに我あり                                               |
| 108 | 2009年2月21日  | 立川談志                                                 | 「死にてぇよ」「死なねぇよ」 伝統という未来                        |
| 109 | 2009年3月21日  | 立川談志、田母神俊雄、山本寛斎、林成之                   | 人生は芸術だ                                                       |
| 110 | 2009年4月18日  | 福田富昭                                                 | 未来の金メダリスト養成虎の穴ナショナルトレーニングセンター大公開！ |
| 111 | 2009年5月16日  | 日下公人                                                 | 世界は戦国時代へ                                                   |
| 112 | 2009年6月20日  | 張本勲                                                   | 張本勲の逆境人生                                                   |
| 113 | 2009年7月18日  | 田代眞人                                                 | 正しく恐れよ －「文明」と「ウイルス」の闘いのために－              |
| 114 | 2009年8月15日  | 福田富昭、日下公人、張本勲、田代眞人                     | 2009年夏の総集編『「優しい」ヒトのための処方箋』                   |
| 115 | 2009年9月19日  | 玉木正之                                                 | 人類は4年に1度の夢を見る －2016五輪招致レース ラストスパートヘ－   |
| 116 | 2009年10月17日 | 佐藤優                                                   | 国家と私                                                           |
| 117 | 2009年11月21日 | ドゥーグル・J.リンズィー                                 | クラゲと俳句と青い地球                                             |
| 118 | 2009年12月19日 | 森本敏                                                   | 日米関係 －危機管理の要諦－                                        |
| 119 | 2010年1月16日  | 玉木正之、佐藤優、ドゥーグル・J.リンズィー、森本敏       | 冬の総集編「未だ見ぬ世界へ」                                       |
| 120 | 2010年2月20日  |                                                          |                                                                    |
| 121 | 2010年3月20日  | 竹中平蔵                                                 | 改革と再生 －この国の希望と絶望－                                  |
| 122 | 2010年4月24日  | 篠田正浩                                                 | いかに死ぬか いかに生きるか －芸術の始原に－                       |
| 123 | 2010年5月15日  | 丹羽宇一郎                                               | 奇跡の“Ｖ字回復”の経営者丹波宇一郎が日本再生の道を伝授・・・       |
| 124 | 2010年6月19日  | 岡本行夫                                                 | 外交のプリンスが語る普天間問題                                     |
| 125 | 2010年7月17日  | 田原総一朗、竹中平蔵、篠田正浩、丹羽宇一郎               | 夏の総集編「欲望と思想が出会うとき」                               |
| 126 | 2010年8月21日  | 池田武邦                                                 | 元海軍士官が語る戦争                                               |
| 127 | 2010年9月15日  | 岡田武史                                                 | 男は黙って勝負する                                                 |
| 128 | 2010年10月16日 | 川口淳一郎                                               | はやぶさの父 川口淳一郎教授が語る帰還への道程                      |
| 129 | 2010年11月20日 | 石平                                                     | 13億の欲望の爆発 「対日恐喝外交」への教訓                          |
| 130 | 2010年12月18日 | 石破茂                                                   | 象の弔いと現代日本人 混迷するアジアの只中で                        |
|     | 2011年1月15日  | 池田武邦、岡田武史、川口順一郎、石平                     | 総集編                                                             |
|     | 2011年2月19日  | 野口健                                                   |                                                                    |
|     | 2011年5月1日   | 佐々淳行、中曽根康弘、瀬戸内寂聴、猪瀬直樹               | 石原慎太郎12年の思索の軌跡                                         |
| 134 | 2011年5月21日  | 平田直                                                   | 首都が、揺れる                                                     |
|     | 2011年6月18日  | 山村武彦                                                 | 闘う防災「近助」で災害を迎え撃つ                                   |
|     | 2011年7月16日  | 安藤忠雄                                                 | 五感で味わう東京のおもしろさ                                       |
| 138 | 2011年8月20日  | 池田克彦                                                 | 正義と力 知のスーパーマン現る                                      |
| 139 | 2011年9月17日  | 秋山駿                                                   | 私と日本 剣の精神と志                                              |
| 140 | 2011年10月15日 | 平田直、山村武彦、安藤忠雄、池田克彦                     | 2011年 秋の総集編 信念が日本をよみがえらせる                       |
| 141 | 2011年11月19日 | 菅沼光弘                                                 | この国のために世界を操る                                           |
| 142 | 2011年12月17日 | ケビン・メア                                             | トモダチと共に戦うための「議論」                                   |
| 143 | 2012年1月21日  | 石黒正人                                                 | 光年の涯て 無限を見つめる眼                                        |
| 144 | 2012年2月18日  | 菅沼光弘、ケビン・メア                                   | 今、決断の時 日本外交の青写真                                      |
| 145 | 2012年3月17日  | 篠原有司男                                               | 江戸っ子じゃ前衛である                                             |
| 145 | 2012年4月21日  | 秋山駿、石黒正人                                         | 人を救うのは真実か真理か？                                         |
| 146 | 2012年5月19日  | 山田吉彦                                                 | 尖閣へむかう途中で 俺がやらなきゃ誰がやる                          |
| 147 | 2012年6月30日  | ジム・アワー                                             | 東アジアで、いま日本は 世界で、いま日本で                          |
| 148 | 2012年7月21日  | 山田吉彦、ジム・アワー                                   | 2012年 夏の総集編 尖閣の行方 力の在処                              |
| 149 | 2012年8月26日  | 福田富昭、吉田沙保里、伊調馨                             | 「勝てない日本」を超剋せよ 〜女子レスリングはなぜ勝てるのか〜      |
| 150 | 2012年9月29日  | 中山義隆                                                 | 日本人よサムライに戻れ 国境の島を守るために                        |
| 151 | 2012年10月20日 | 石原慎太郎                                               | 私の「存在」と「時間」 石原慎太郎がひとりで語る                    |
| 152 | 2013年1月5日   | 西村賢太                                                 | 人生のしたたり 小説と暴力                                          |
| 153 | 2013年1月19日  | 山中伸弥、ドゥーグル・J.リンズィー、川口淳一郎、石黒正人 | 「生命・深海・宇宙」人類のフロンティアに向かって                   |
| 154 | 2013年2月16日  | 三浦雄一郎                                               | 「そこに山があるから」80歳の冒険                                   |
| 155 | 2013年3月16日  | 北方謙三、なかにし礼、阿久悠、西村賢太                   | 時代を言葉にのせて                                                 |
| 156 | 2013年9月21日  | 原信夫                                                   | 人生にジャズを 音楽に自由を 〜復活！石原慎太郎〜                   |
| 157 | 2013年10月19日 | 戸塚宏                                                   | 「学ぶな 生きろ」 〜本能を呼び覚ます教え〜                         |
| 158 | 2013年11月30日 | ペギー葉山                                               | 恋も青春も人生も…いつもそこにはジャズがあった                      |
| 159 | 2013年12月21日 | 田母神俊雄                                               | 誰が歴史をつくるのか 誰が国を護るのか                              |

## スタッフ
- SW（スイッチャー）： 磯田利明、高橋元弘
- CAM（カメラマン）： 石坂良雄、岡田仁男、伴野匡、福島一憲
- VE（ビデオエンジニア）： 児玉大輔、本間一美、平野和宏、原徹行、森義人
- VTR： 渡辺翔太、児玉大輔、信太修平
- 収録：Bar Eau de Vie （バー オードヴィー）